# Betina
Betina je vesnice v opčině Tisno na ostrově Murter v Chorvatsku v Šibenicko-kninské župě. V roce 2011 zde žilo 697 obyvatel. Nachází se na severovýchodním pobřeží ostrova, 7 km od Tisna. Zástavba plynule navazuje na zástavbu vesnice Murter.

## Historie
Betina je poprvé zmiňována v roce 1423, kdy je uváděno 15 lidí v 8 domech. V roce 1597 bylo v Betině 16 domů a v roce 1678 zde bylo 52 rodin s přibližně 350 obyvateli. Kostel byl postaven v 15. století a pravděpodobně byl zasvěcen sv. Františku z Assisi, protože se v nedaleké osadě na ostrově Sustipanac nacházel františkánský klášter. Pozůstatky římského osídlení Colentum, jako jsou zříceniny římských letních domů, fresky a mozaiky rozptýlené na zemi a v moři, se nacházejí mezi Betinou a Murterem.
Dne 25. března 2020 byla celá vesnice spolu se sousední vesnicí Murter uzavřena do karantény vzhledem k celkem osmi potvrzeným případům nákazy koronavirem SARS-CoV-2 a třiceti dalším lidem projevujícím příznaky nakažení.

## Ekonomika
Ekonomika je převážně zaměřena na zemědělství (ovoce, vinná réva, olivovníky, ovce), rybolov a poslední době se rozvíjí i cestovní ruch. V roce 1740 vznikla první rodinná loděnice. V místní loděnici poblíž přístavu je možno stavět a opravovat lodě až do výtlaku 300 tun. K rozvoji turismu také napomáhá marina. Obyvatelé vozí v létě část ovcí na pastvu na Kornati[zdroj?], kde jsou pozemky v majetku zemědělců z Betiny a jiných míst ostrova.

## Kultura
Od roku 2015 v místě působí loďařské muzeum. Každé léto se na náměstí koná folklórní festival.

## Galerie

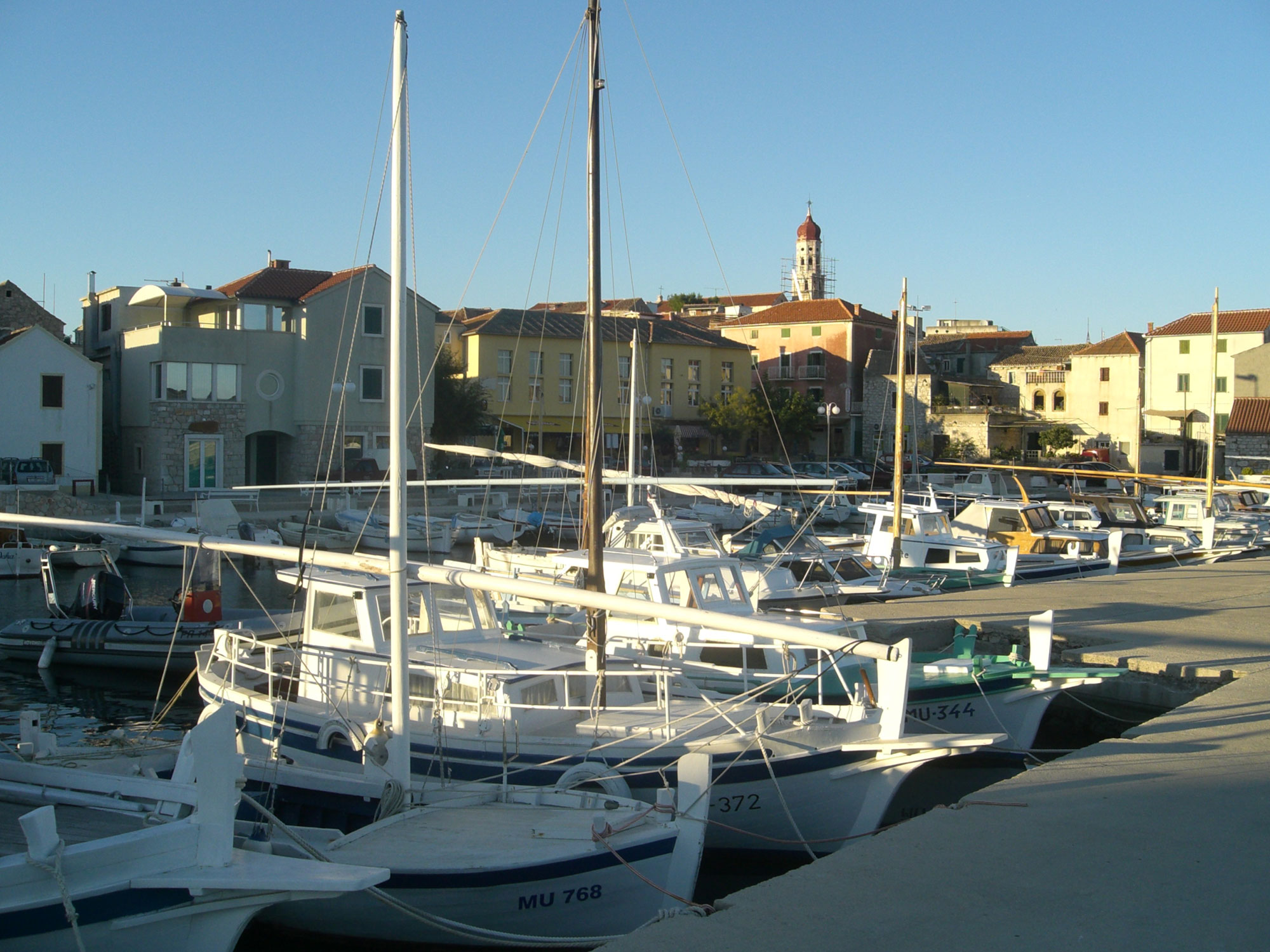
Marina
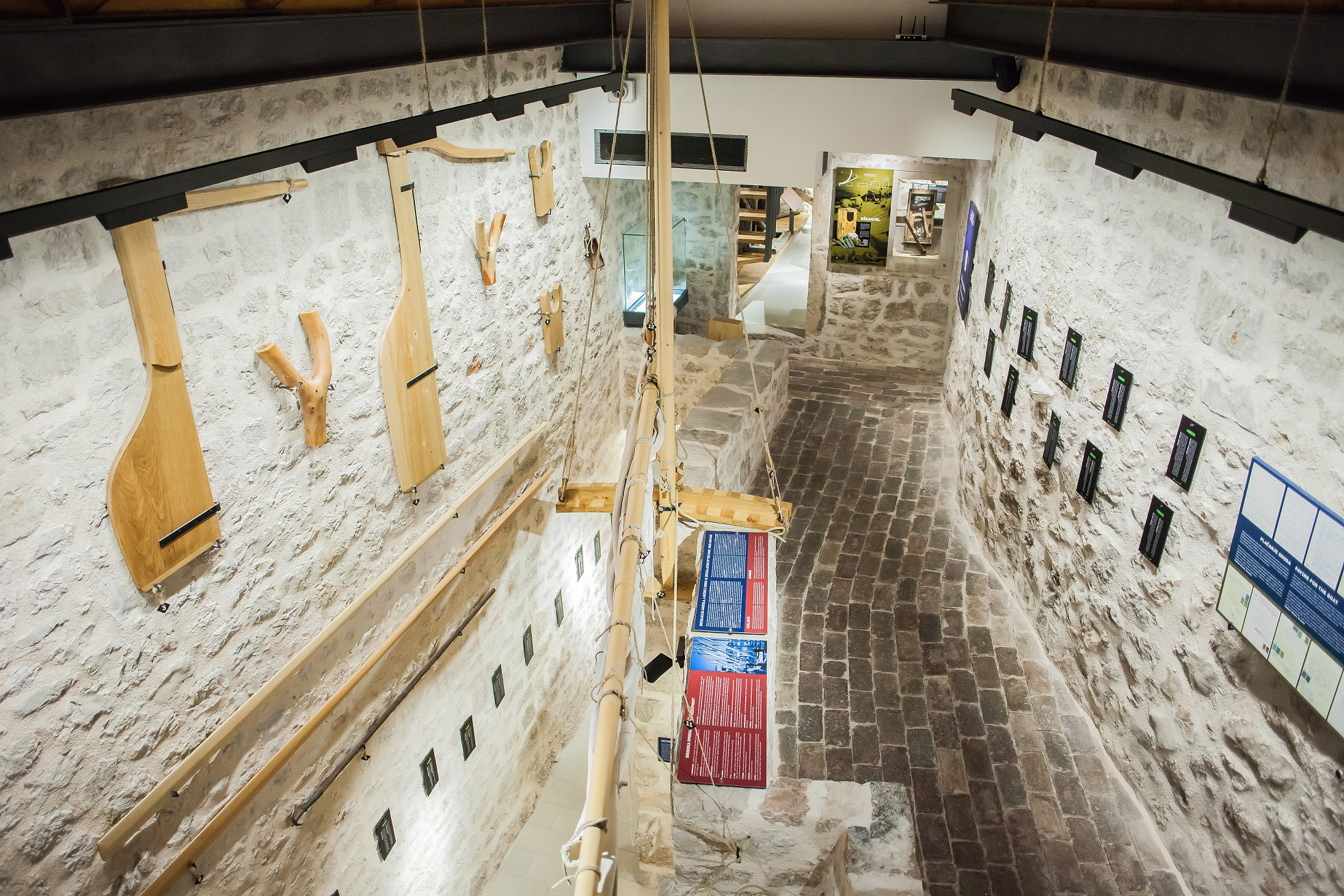
Muzeum
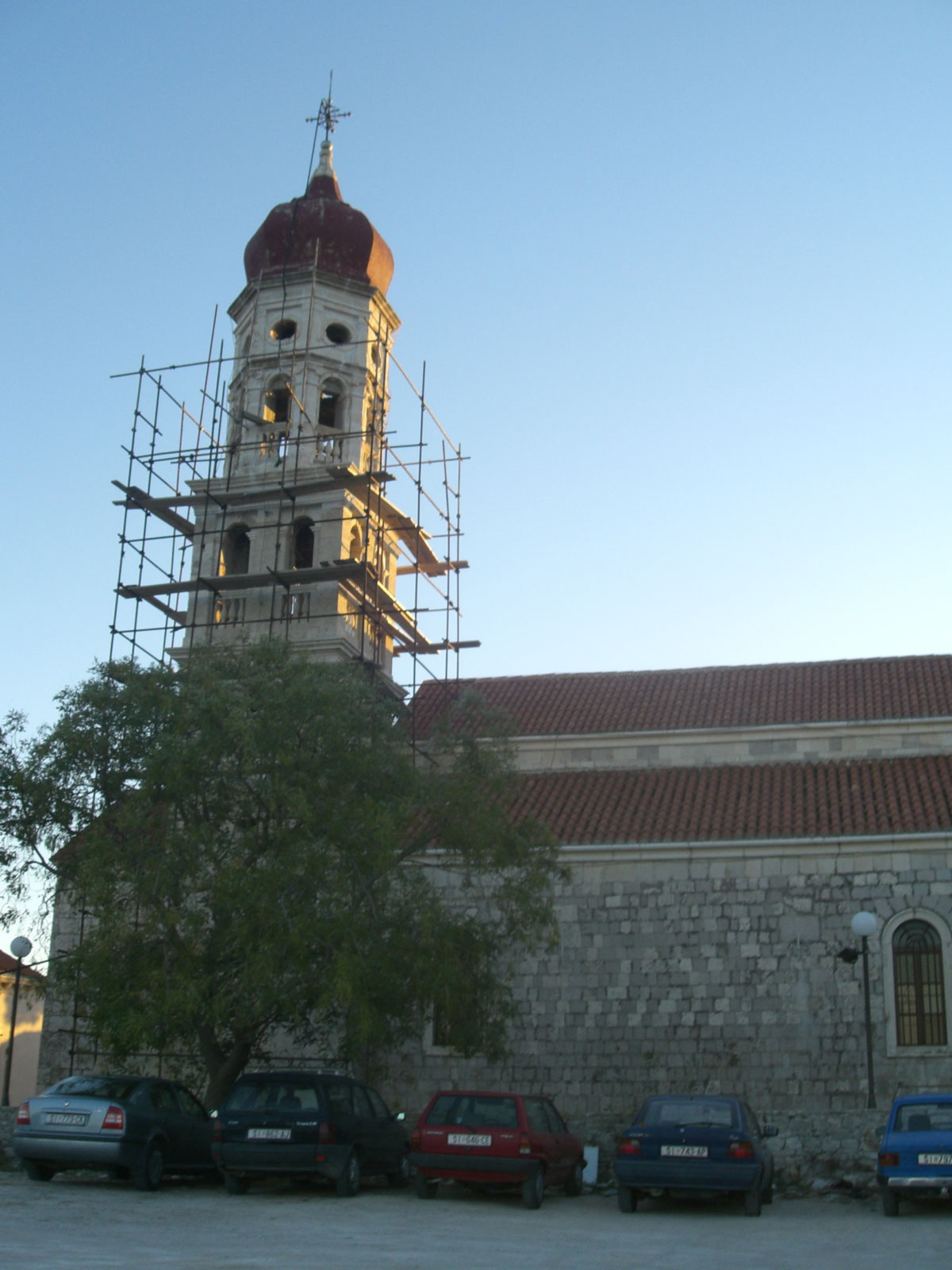
Kostel
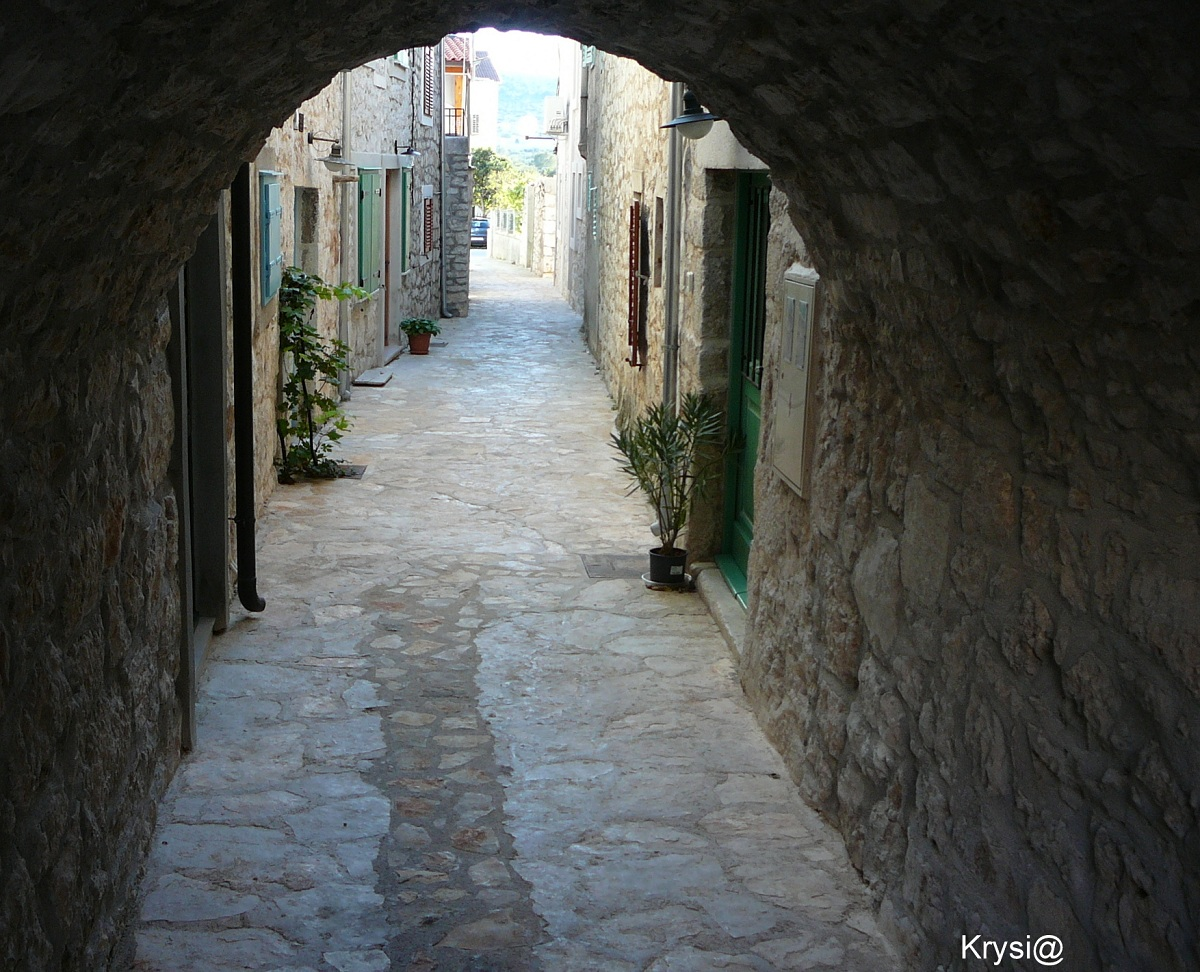
Betina